# هرفوردشر
هرفوردشر (به انگلیسی: Herefordshire) یکی از شهرستان کشور انگلستان است که در ناحیه میدلند غربی قرار دارد.
این شهرستان در سال ۲۰۱۱ میلادی ۱۸۳٬۶۰۰ نفر جمعیت داشته و مرکز آن شهر هرفورد است.

## افراد مشهور
- ادوارد الگار
- دیوید گریک
- بانو گادایوا
- هارولد گادوینسن
- الی گولدینگ
- نل گوئین
- ریچارد هموند
- جان میسفیلد
- توماس تراهرن
- کلیفورد رز